# フースアン区
フースアン区（フースアンく、ベトナム語：Quận Phú Xuân / 郡富春）は、ベトナム社会主義共和国のフエ市に存在する区 (郡)。旧フエ市域が分割される形で成立した。面積は123.05 km²、人口は203,142人（2023年）である。

## 行政
フースアン区は13の坊を管轄している。
- アンホア（An Hòa / 安和）
- ドンバー（Đông Ba / 東巴）
- ザーホイ（Gia Hội / 嘉會）
- フオンアン（Hương An / 香安）
- フオンロン（Hương Long / 香龍）
- フオンソー（Hương Sơ / 香初）
- フオンヴィン（Hương Vinh / 香榮）
- キムロン（Kim Long / 金龍）
- ロンホ（Long Hồ / 隆湖）
- フーハウ（Phú Hậu / 富厚）
- タイロク（Tây Lộc / 西祿）
- トゥアンホア（Thuận Hòa / 順和）
- トゥアンロク（Thuận Lộc / 順祿）